# Saber Bouthouri
Saber Bouthouri – tunezyjski zapaśnik walczący w stylu klasycznym. Zajął czwarte miejsce na igrzyskach afrykańskich w 2015. Trzeci na igrzyskach panarabskich w 2011. Złoty medalista mistrzostw Afryki w 2011 i brązowy w 2010. Mistrz Afryki juniorów w 2009 roku.